# Campionati europei giovanili di nuoto 1973
I IV Campionati europei giovanili di nuoto e tuffi si sono disputati a Leeds dall'8 agosto all'11 agosto 1973.
Hanno partecipato alla manifestazione le federazioni iscritte alla LEN; questi sono i criteri di ammissione:
- le nuotatrici e i nuotatori che nel 1973 non superavano i 15 anni d'età (nati non prima del 1958)
- Le tuffatrici e i tuffatori che nel 1973 non superavano i 16 anni d'età (nati non prima del 1957)

## Podi
- RE = Record europeo assoluto

### Uomini
| Evento       | Oro               | Tempo   | Argento            | Tempo   | Bronzo          | Tempo   |
| Stile libero |                   |         |                    |         |                 |         |
| 100 m        | Leonid Dragunov   | 55"67   | Jorge Molet        | 56"86   | Gordon Hewit    | 57"30   |
| 400 m        | Valentin Parinov  | 4'08"7  | Steffan Böhmert    | 4'17"2  | Henk Elzerman   | 4'18"0  |
| 1500 m       | Valentin Parinov  | 16'12"3 | Henk Elzerman      | 16'57"5 | Berger          | 16'59"4 |
| Dorso        |                   |         |                    |         |                 |         |
| 100 m        | Michael Tauber    | 1'03"4  | István Márton      | 1'03"7  | János Gulyás    | 1'03"7  |
| 200 m        | Michael Tauber    | 2'14"11 | János Gulyás       | 2'16"31 | Robert Hughes   | 2'17"49 |
| Rana         |                   |         |                    |         |                 |         |
| 100 m        | Sergei Bystricky  | 1'09"53 | Vladimir Tarasov   | 1'10"02 | Peter Lang      | 1'10"96 |
| 200 m        | Vladimir Tarasov  | 2'28"4  | Sergei Bystricky   | 2'30"3  | Jörg Hamacher   | 2'37"4  |
| Farfalla     |                   |         |                    |         |                 |         |
| 100 m        | Peter Broscienski | 1'00"67 | Aleksandr Gribanov | 1'01"06 | Riccardo Urbani | 1'01"17 |
| 200 m        | Mikhail Gorelik   | 2'12"79 | Brian Lonsdale     | 2'13"04 | Steffan Böhmert | 2'14"10 |
| Misti        |                   |         |                    |         |                 |         |
| 200 m        | Steffan Böhmert   | 2'19"07 | Ronald Woutering   | 2'20"97 | Anatoli Smirnov | 2'21"02 |

### Donne
| Evento       | Oro               | Tempo   | Argento             | Tempo   | Bronzo             | Tempo   |
| Stile libero |                   |         |                     |         |                    |         |
| 100 m        | Hansje Bunschoten | 1'01"3  | Tamara Shelofastova | 1'02"0  | Françoise Monod    | 1'02"0  |
| 400 m        | Hansje Bunschoten | 4'29"1  | Tamara Shelofastova | 4'35"1  | Juliane Müller     | 4'35"9  |
| 800 m        | Hansje Bunschoten | 9'21"1  | Jose Damen          | 9'23"5  | Cornelia Dörr      | 9'27"6  |
| Dorso        |                   |         |                     |         |                    |         |
| 100 m        | Angelika Grieser  | 1'08"64 | Susanne Hilger      | 1'09"87 | Elke Jacobs        | 1'09"87 |
| 200 m        | Angelika Grieser  | 2'25"4  | Susanne Hilger      | 2'28"2  | Klava Studennikova | 2'29"5  |
| Rana         |                   |         |                     |         |                    |         |
| 100 m        | Olga Lustakova    | 1'17"1  | Doris Meier         | 1'17"7  | Irina Rybalkina    | 1'17"7  |
| 200 m        | Olga Lustakova    | 2'43"57 | Marina Urchenda     | 2'46"77 | Doris Meier        | 2'46"85 |
| Farfalla     |                   |         |                     |         |                    |         |
| 100 m        | Birgit Loos       | 1'06"10 | Joanne Atkinson     | 1'06"69 | Jose Damen         | 1'06"79 |
| 200 m        | Natasha Popova    | 2'21"27 | Jose Damen          | 2'21"36 | Anne Leucht        | 2'24"11 |
| Misti        |                   |         |                     |         |                    |         |
| 200 m        | Ulrike Tauber     | 2'26"07 | Natasha Popova      | 2'28"86 | Marina Maliutina   | 2'29"23 |

### Tuffi
| Evento        | Oro               | Punti  | Argento          | Punti  | Bronzo        | Punti  |
| Uomini        |                   |        |                  |        |               |        |
| trampolino 3m | Dieter Waskow     | 323,20 | Jon Grune Vegard | 301,20 | Troshin       | 294,35 |
| piattaforma   | Nikola Stajkovic  | 264,60 | Dieter Waskow    | 261,00 | Aleynik       | 528,05 |
| Donne         |                   |        |                  |        |               |        |
| trampolino 3m | Kalinina          | 315,30 | Richter          | 303,00 | Ursula Möckel | 296,35 |
| piattaforma   | Beverley Williams | 243,24 | Ursula Möckel    | 238,70 | Edda Heldt    | 223,65 |

## Medagliere
- Nuoto

| Posizione | Paese            | Oro | Argento | Bronzo | Totale |
| --------- | ---------------- | --- | ------- | ------ | ------ |
| 1         | Unione Sovietica | 9   | 7       | 4      | 20     |
| 2         | Germania Est     | 5   | 4       | 6      | 15     |
| 3         | Paesi Bassi      | 3   | 4       | 2      | 9      |
| 4         | Germania Ovest   | 3   | 0       | 3      | 6      |
| 5         | Gran Bretagna    | 0   | 2       | 2      | 4      |
| 6         | Ungheria         | 0   | 2       | 1      | 3      |
| 7         | Spagna           | 0   | 1       | 0      | 1      |
| 8=        | Svizzera         | 0   | 0       | 1      | 1      |
| 8=        | Italia           | 0   | 0       | 1      | 1      |
| totale    |                  | 20  | 20      | 20     | 60     |

- Tuffi

| Posizione | Paese            | Oro | Argento | Bronzo | Totale |
| --------- | ---------------- | --- | ------- | ------ | ------ |
| 1         | Germania Est     | 1   | 2       | 1      | 4      |
| 2         | Unione Sovietica | 1   | 0       | 2      | 3      |
| 3         | Austria          | 1   | 0       | 0      | 1      |
| 3=        | Gran Bretagna    | 1   | 0       | 0      | 1      |
| 5         | Germania Ovest   | 0   | 1       | 1      | 2      |
| 6         | Norvegia         | 0   | 1       | 0      | 1      |
| totale    |                  | 4   | 4       | 4      | 12     |